# Варух (Тищенков)
Архиєпи́скоп Тобо́льський і Єнісе́йський Ва́рух (в миру Володи́мир Анато́лійович Ти́щенков), народився 19 травня 1956

## Біографія

### Родина
Походить із родини, де батьки були репресовані. Належить до давнього княжого роду.

### Шлях церковного служіння
У 1974 закінчив середню школу. 1975 року поступив у Вознесенський кафедральний собор міста Новосибірська Московської Патріархії, де протягом року був затруднений, як псаломщик.
У 1976 перейшов в Істинно Православну Церкву («Тихоновці») (Катокомбна Церква).
1976 — ієродиякон церкви Знамення Богородиці, ієромонах обителі Покрова Богородиці. У 1977 призначений ігуменом церкви катакомбного монастиря Знамення Богородиці міста Новосибірська. 1978 — ігумен церкви Покрова Пресвятої Богородиці іншого катакомбного монастиря Красноярського краю. У 1979 призначений настоятелем церкви Знамення Богородиці в місті Новосибірську. У 1992 піднесений до сану архимандрита.
1978 — член незалежної групи за дотриманням прав людини. Консультант комітету з прав людини.
У 1983 р. заарештований і засуджений по ст. 64 70 72 УК СРСР («антирадянська агітація та пропаганда», «зрада батьківщини») до 14 років. 1990 року звільнений.
1993 — віце-президент ТзОВ «Міжнародний дитячий духовно-оздоровчий центр ім. Матері Терези» (м. Курган, вул. Грицевця, буд. 23, президентом якого був екстрасенс Юрій Воєцький, а заступниками були Тищенков та Едуард Ощепков.
14 грудня 1993 призначений єпископом Єнісейським і Тобольським Сибірської митрополії. 23 лютого 1995 хіротонізований на єпископа Тобольського та Єнісейського. 22 жовтня 2004 року піднесений до сану архієпископа.
У 1996 Варух Тищенков був прийнятий до складу УПЦ-КП. 13 листопада 1996 мер м. Курган видав розпорядження «О регистрации устава ассоциации приходов Истинно Православной Церкви Сибирской Митрополии Киевского патриархата».
З того часу місцем перебування Варуха стало місто Курган, де той став настоятелем переданого йому кладовищенського храму св. Трійці в Рябково.
У 2007 побував у Чернігові, де розказував журналістам про свою церкву наступне:
| Із тих ієрархів, що були на засланні, залишились схимитрополит Варсонофій, котрому зараз 102 роки, схимитрополит Арсеній — 96 років, схимитрополит Іоанн — 92 роки, — ось це вища духовна рада нашої митрополії, яка ухвалила рішення про входження до Київського патріархату. Ми випрацювали спільні правила дорозкольного періоду наших церков, прийняли всіх, і разом дружно служимо і українською мовою, і грецькою, і церковнослов'янською. З благословення Божого ось уже десять років я керую Сибірською митрополією/[1] |
Також владика Варух повідомив, що нещодавно в його управління перейшли дві парафії навіть з Австралії, є парафія у Китаї, взагалі ж сьогодні Сибірська митрополія Київського патріархату, за словами Варуха, має трьох архієреїв (два архієреї ще в підпіллі на випадок гонінь), 22 священнослужителі, 7 схимонахів, 42 монахи, 12 іноків, 2 монастирі, 4 скити, 26 парафій. Владика Варух приїхав в Україну вперше за 10 років завдяки запрошенню єпископа Чернігівського і Ніжинського Севастіана.
А початок контактам Чернігівської єпархії з Сибірською митрополією поклав спеціальний кореспондент «Сіверщини» Олександр Волощук, який у 2006—2007 рр. неодноразово бував в гостях у Варуха.
У 2009 владика Варух був головою одразу чотирьох некомерційних організацій у м. Курган: "Владимир Тищенков руководит деятельностью «Православной украинской казачьей общины», «Международного некоммерческого партнерства „Братство Милосердного Самарянина“, „Учреждения Управление Сибирской Митрополии Киевского патриархата истинно православной церкви“, „Ассоциации приходов истинно православной церкви Сибирской митрополии Киевского патриархата“. Причем деятельность данных организаций осуществляется с 2002 года по настоящее время».

### Скандали
Невдалим для владики Варуха виявився 2009 рік. 10 грудня 2009 Варуха було засуджено Курганським міським судом до 1 року 6 місяців позбавлення волі умовно за незаконне зберігання бойових патронів..
Згодом, 29 грудня 2009 року було оприлюднено ролик домашнього відео з Варухом, де зафіксовано його непристойну поведінку.
Варто зазначити, що ідентичність ролику жодного разу не ставилася під сумнів.
Журналіст Олександр Волощук у 2010 стверджував, що Варух став жертвою провокацій з боку ФСБ; наводилась його наступна заява: «Те, що митрополит Варух знаходиться під негласним наглядом з боку ФСБ, я знав давно, ще відтоді як познайомився з цією людиною. Наявність української церкви, та ще й Київського патріархату, не дає спокою багато кому в Кургані… Свідченням цього є хоча б той факт, що Свято-Троїцький храм у Кургані вже тричі підпалювали (і тричі він відновлювався). Нині ж вдалися до банальних провокацій»..
Однак рішенням Синоду УПЦ КП від 17 березня 2011 архієпископа Варуха було виключено зі складу УПЦ-КП, оскільки він «належить до УПЦ Київського Патріархату лише формально, не підтримуючи живого зв'язку і не взаємодіючи з Київським Патріархатом протягом тривалого часу».
Як писав з цього приводу прес-секретар УАПЦ прот. Євген Заплетнюк: "Видно, що причина в чомусь іншому, аніж у тому, що офіційно декларує Священний Синод. На користь такого нашого переконання свідчить і те, що до 2004 року єпископ Варух був піднесений до сану архієпископа. Тобто, з 1995 року у нього все ж таки були якісь зв'язки з КП, і навіть через десять років їх відзначили високою нагородою. Одначе, вже до 2011 вони кудись зникли..
21 квітня 2011 року Курганський міський суд зняв з Тищенкова Володимира Анатолійовича судимість по ст. 222 ч. 1..
У лютому 2012 р. Варух Тищенков влився в новостворену Істинно Православну Церкву під омофором митрополита Іоасафа Дубініна з м. Одинцово.
27 травня 2012 року для допомоги Варуху був висвячений вікарій Тобольської єпархії, єпископ Іркутський Василій Зайцев.